# Montbéliard (stad)
Montbéliard (Duits: Mömpelgard) is een Franse stad en gemeente in het departement Doubs in de regio Bourgogne-Franche-Comté. De gemeente telde 25.516 inwoners op 1 januari 2022. Samen met 28 omliggende gemeentes vormt het de agglomeratie Montbéliard (communauté d’agglomération du Pays de Montbéliard), die 124.200 inwoners telt. De agglomeratie ligt in het stedelijk gebied (aire urbaine) Belfort-Montbéliard-Héricourt-Delle, dat bijna 300.000 inwoners heeft.

## Geschiedenis
Montbéliard werd voor het eerst genoemd in 984 als Mons Beliardae. In de 11e eeuw werd het de zetel van het graafschap Montbéliard. In 1283 kende graaf Renaud van Bourgondië stadsrechten toe aan Montbéliard. De stad werd democratisch bestuurd door een commissie van verkozen burgers. Dit bevorderde de handel en de bevolking van de stad groeide.  

### Württemberg
Na het overlijden van graaf Stefanus van Montbéliard in 1397 erfde zijn kleindochter Henriette het graafschap, waarna het door haar huwelijk met Everhard IV van Württemberg aan de graven, later de hertogen van Württemberg viel. Het bleef in naam een zelfstandig graafschap binnen het Heilige Roomse Rijk.   
In 1535 begon de Reformatie met de preken van Pierre Toussain. Ook de protestantse prediker Guillaume Farel was actief in de stad. Vanaf 1559 werd het openbaar onderwijs verplicht gesteld. Dit gebeurde in scholen die verbonden waren aan de kerken. Onder Frederik I van Württemberg (1558-1608) werd het protestantisme in zijn lutherse vorm de godsdienst van dit graafschap. Frederik I stelde de stad open voor gevluchte hugenoten en protestantse boeren uit Zwaben, voor wie modelboerderijen werden gebouwd. Hij nodigde de drukker Jacques Foillet uit in zijn stad en liet een humanistische bibliotheek samenstellen. Er werd ook een universitair college opgericht naar het voorbeeld van de universiteit van Tübingen.  
Onder Leopold Eberhard (1670-1723) kwamen ook anabaptisten die waren verdreven uit Zwitserland naar Montbéliard. Zij waren actief in de landbouw en het veredelen van runderrassen. In 1764 kwam er in de stad een manufactuur voor katoen en ook de metaalnijverheid ontwikkelde zich.  
De Duits-culturele invloed zou voortduren tot de bezetting en inlijving door Frankrijk. Maar dit gold niet op het gebied van de taal; die was steeds Frans.  

### Frankrijk
In 1793 werd de stad door Frankrijk bezet en in 1796 stond hertog Frederik Eugenius van Württemberg zijn Franse bezittingen officieel af. Het maakte achtereenvolgens deel uit van de departementen Haute-Saône (1793), Mont-Terrible (1796), Haut-Rhin (1800) en uiteindelijk Doubs (1816).
Vanaf het einde van de 19e eeuw kwam er immigratie op gang van Polen, Italianen, Spanjaarden en Tsjechen en van Fransen uit de omliggende departementen om te werken in de industrie. Vanaf 1950 kwamen daar immigranten uit Noord-Afrika bij.

## Demografie
Onderstaande figuur toont het verloop van het inwoneraantal van Montbéliard vanaf 1962.

## Bezienswaardigheden
Montbéliard kent haar glorieperiode onder het bewind van Frederik I van Württemberg. Er werden bruggen, fonteinen, een botanische tuin en modelboerderijen gebouwd. Zijn architect Heinrich Schickhardt ontwierp verschillende gebouwen, waaronder het kasteel in Zwabische renaissancestijl en de tempel van Sint-Maarten. Voor deze lutherse kerk, de oudste en de grootste van Frankrijk, inspireerde Schickhardt zich op Italiaanse kerken van de 15e eeuw. Hij tekende ook de plannen voor de Neuveville, een stadsuitbreiding ten westen van het oude stadscentrum waar uit Frankrijk gevluchte hugenoten onderdak vonden. In deze wijk werd de lutherse kerk van Sint-Joris gebouwd, en in de 19e eeuw de neogotische, katholieke Saint-Maimbœuf-kerk. Andere mooie renaissancegebouwen zijn het burgerpaleis waarin nu het musée historique Beurnier-Roussel is gevestigd, en het Maison Forstner.

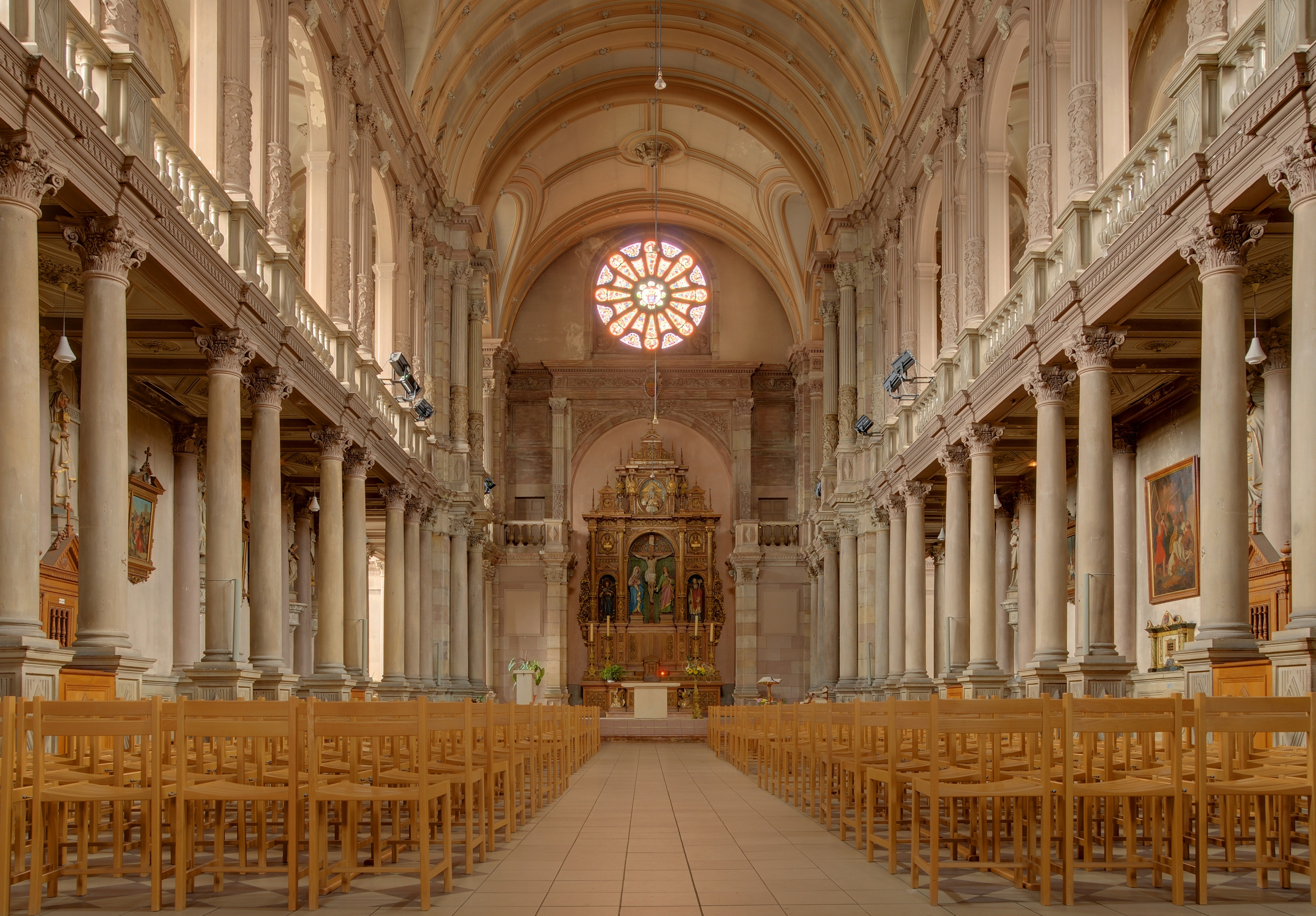
Interieur van de 19e-eeuwse Saint-Maimbœuf-kerk

## Geografie
De oppervlakte van Montbéliard bedroeg op 1 januari 2022 15,01 vierkante kilometer; de bevolkingsdichtheid was toen 1.699,9 inwoners per km². De stad ligt aan de samenvloeiing van de Allan en de Lizaine.
De onderstaande kaart toont de ligging van Montbéliard met de belangrijkste infrastructuur en aangrenzende gemeenten.

## Verkeer en vervoer
Het hoofdstation van Montbéliard is station Montbéliard, dat bediend wordt door regionale treinen. Op zo'n 15 kilometer van de stad ligt Station Belfort-Montbéliard TGV, dat de voornaamste spoorverbinding is voor de stad naar Noord- en West-Frankrijk.

## Sport
FC Sochaux is de professionele voetbalclub van Montbéliard en speelt in het Stade Auguste Bonal. De club speelde vele seizoenen in Ligue 1, het hoogste Franse niveau.
Montbéliard was één keer etappeplaats in de Tour de France. In 1997 won Fransman Didier Rous er de etappe.

## Bekende inwoners van Montbéliard

### Geboren
- Nicolas Tournier (1590-1639), barokschilder
- David van Marlot (1593-1680), edelman, Nederlands militair en hoffunctionaris
- Frédéric Nicolas Duvernoy (1765-1838), componist en muziekpedagoog
- Georges Cuvier (1769–1832), geoloog, anatoom en paleontoloog
- Frédéric Cuvier (1773-1838), zoöloog en paleontoloog
- Francis Lopez (1916-1995), componist
- René Thom (1923-2002), wiskundige
- Frank Darabont (1959), Amerikaans scenarist, regisseur en filmproducent
- Didier Tholot (1964), voetballer en trainer
- Pierre-Alain Frau (1980), voetballer
- Francis Mourey (1980), wielrenner en veldrijder